# Daniel Norgren-Jensen
Daniel Norgren-Jensen, född 19 februari 1990, är en dansk balettdansare som för närvarande är engagerad som premiärdansare vid Kungliga Baletten i Stockholm.
Han utbildades vid Svenska Balettskolan i Malmö (2000-2002), Canada's National Ballet School i Toronto (2002-2007) och Royal Ballet School i London (2007-2009).